# Цитадель (Мангуп)
Цитадель — укріплення на мисі Тешклі-бурун фортеці Мангуп в Криму, що складається з відгороджує край мису фортечної стіни в вежею- донжоном, що також була князівським палацом правителів Феодоро, залишків різноманітної забудови та численних штучних печер. Будівництво цитаделі історики відносять до XIV століття, комплекс використовувався для різних цілей до другої половини XVIII ст.

## Опис
Мис Тешклі-бурун, площею 1,2 га, з рівною поверхнею з ухилом на північний захід і обмежений вертикальними урвищами висотою до 40 м, перегороджений оборонною стіною загальною довжиною 102 метри (за іншими даними 105 м), товщиною до 2,8 м, при висоті до 6 м, що складається з двох куртин з вежею -донжоном посередині. Стіни, що збереглися, цитаделі відносно нові і датуються «не раніше XIV століття», набагато пізніше будівництва власне фортеці. У 1913 року під час розкопок базиліки Р. Лепером була знайдена плита з написом, використана вдруге і прямого відношення до храму, що не мала. З її тексту випливало, що на початку 1360-х років велося велике будівництво з відновлення Феодоро — мабуть, тоді, під час будівельної діяльності турмарха Хуйтані, і зводилися основні оборонні споруди цитаделі, а в першій половині XV століття цитадель була або повністю побудована, або зазнала суттєвої реконструкції (мінімум, на третину потовщена з внутрішньої сторони). В. Миц вважає, що початок будівництва зміцнення на мисі Тешклі-бурун слід відносити до 1420-х років.

### Зміцнення цитаделі
Донжон цитаделі, що стоїть за 30 м від південних урвищ, є монументальним триповерховим будинком, що виступає за лінію стін на 9 м (або 7,1), будучи одночасно палацовою будівлею (на вигляд з внутрішнього боку) і оборонною вежею із зовнішньою. Фасад з боку цитаделі був прикрашений кам'яними різьбленими наличниками дверей та вікон. Історики вважають, що вежа служила також резиденцією правителів Феодоро. Розміри донжона 16,6 на 9,6 м, перший поверх мав висоту 3 м, другий і третій 4,5-5 м, висота з покрівлею реконструюється в 15 м.) Бута на вапняному розчині, також використано багато великих квадрів з деяких ранніх будівель. Товщина стін вежі коливається від 1,75 до 2,3 м на першому поверсі та від 1,15 до 1,75 м на верхніх, було 2 виходи всередину та назовні цитаделі (внутрішній, мабуть, парадний, з розкішним прикрашеним різьбленням порталом). З підлогового боку стіни збереглися на один поверх, з внутрішнього в 3 поверхи, перекриття та дах були зроблені з дерев'яних болів та крокв. Стіни та вежа побудовані, як єдина споруда (кладка «вперев'язок»).

До північно-західної сторони вежі, у місці потовщення стіни до 3,6 м, примикали ворота з тесаних блоків з арочним склепінням шириною 3,2 м і висотою 4 м. На фронтоні воріт був грецький напис з двоголовим орлом, який згадують Мартін Броневський у 1578 році
є ворота, покриті грецькими написами
та Евлія Челебі у 1666 році
Над воротами цієї внутрішньої фортеці є таріх її побудови, написаний листом генуезьких невірних
До кінця XVIII століття написів вже не було — Петер-Симон Паллас в 1793 році її не бачив. В. Кирилко вважає, що ворота, разом із написом, споруджені в 1450-х — 1460-х роках. Описуючи цитадель Евлія Челебі при відвідуванні Мангупа і називаючи її фортецею мандрівник не згадував в оборонній стіні цитаделі ні амбразур, ні бійниць (можливо, рушничні бійниці були влаштовані турками після відвідин Мангупа мандрівником). Стіни і донжон цитаделі при османах були перебудовані з урахуванням можливого використання захисниками і нападниками вогнепальної зброї.

### Внутрішній простір
Усередині цитадель була щільно забудована, тут знаходилися казарми княжої дружини, арсенал і кузні, стратегічні запаси продовольства, майже в центрі знаходилася облогова криниця, колись оформлена баштовою спорудою. Також Евлія Челебі згадував у внутрішній частині колодязь під куполом, мечеть, перебудовану з християнського храму. У той час насельників у цитаделі не було, але вона підтримувалася в бойовому стані, будівлі використовувалися як арсенал, а ключ знаходився у коменданта фортеці. На мисі стояла вежа (на думку дослідників — дозорна), руїни якої на початку XIX століття ще бачив І. Муравйов-Апостол, під вежею — велика печера, з кількома дверними та віконними отворами, які згодом у значній частини обвалилися, утворивши великий наскрізний отвір, від чого походить назва мису «Тешклі-бурун», буквально «Дірявий мис». Загалом до цитаделі належить приблизно половина штучних печерних споруд Мангупа (понад 30). Одні з них були підвали житлових садиб, інші виконували роль бойових казематів. У цитаделі було кілька церков — найвідоміша Октагональний храм, при османському пануванні перетворений на мечеть, печерна церква, що отримала в науковій літературі назву «Гарнізонної», при турках перетворена на господарський підвал, передбачається існування печерного монастиря у південно-східних урвищах (А. Герцен вважає, що в одній із печер відтворюються деталі наземних споруд палацового характеру). Фортеця використовувалася османами до кінця XVIII століття, в ній був невеликий гарнізон (близько 40 чоловік), зберігалася ханська скарбниця, деякі печери використовувалися для утримання важливих бранців та заручників.

### Історія вивчення
Перший опис фортеці міститься у поемі «Оповідання про місто Феодоро. Вірші Матвія, негідного і нікчемного жерця» ієромонаха Матвія, спрямованого патріархом Антонієм IV у серпні 1395 року в Хазарію, як екзарх і відвідав Мангуп в 1578 році у Мангупі побував польський дипломат Мартін Бронєвий, її згадував домініканець Еміддіо Дортеллі Д'Асколі в 1634 році і французький інженер Л. де Боплан в 1639 році. Турецький мандрівник Евлія Челебі в 1666 склав досить докладний його опис. Наукове дослідження Мангупа прийнято вести з праці Петера-Симона Палласа, який відвідав його в 1794 році, в якому вчений докладно описав археологічні пам'ятки і оборонні споруди. Обстеження пам'ятників з метою вжиття заходів щодо їх збереження проводилося в 1821 році академіком К. Келлером, який вважав (як і більшість вчених на той час), що фортеця була генуезькою. Детальний історичний та історіографічний огляд фортеці склав П. Кеппен у роботі «Про старовину південного берега Криму та гір Таврійських» 1837 року, Дюбуа де Монпере припускав, що виникнення «печерних міст», у тому числі Мангупа, пов'язане з діяльністю імператора Юстиніана I, при цьому мандрівник створив атлас малюнків до своїх творів.
Археологічні дослідження на Мангупі спочатку концентрувалися навколо цитаделі, як найпомітнішого об'єкта «попутно» обстежуючи та відкриваючи інші пам'ятники. Після ототожнення Феодоро з Мангупом внаслідок робіт П. Бруна актуальним стало питання датування фортеці. У XIX столітті загальноприйнято було вважати фортецю готською, побудованою у VI столітті (наприклад). Після розкопок Р.. Лепера в 1912 році, які не дали знахідок раніше турецького часу, було зроблено висновок про спорудження фортеці османами після захоплення ними Мангупа.
У 1930-ті роки А. Якобсон, відзначаючи збереження кладки з великих добре обтесаних блоків у ряді місць, яка за рядом аналогій датується ним VI століттям, разом з М. Тихановою зробив висновок про те, що Мангупська фортеця входила в систему укріплень епохи Юстиніана I, згадану Прокопієм у трактаті Про споруди. В 1933 Н. Рєпніков виявив сліди вирубаних в скелі подвійних ліжок стін поперек мису Тешклі-Бурун, але не вказав їх точне місце розташування і до цього часу вони не знайдені; на думку Є. Веймарна, за результатами розвідок першої половини 1950-х років, в раннє середньовіччя фортеця існувала тільки на мисі Тешклі-Бурун (С. Сорочан вважає, що це відбувалося в останній третині VI—VII столітті). За результатами досліджень на 2022 початок будівництва зміцнення на мисі Тешклі-бурун відносять до 1420-х років.